# 代田八幡神社
代田八幡神社（だいたはちまんじんじゃ）は、東京都世田谷区の神社。

## 歴史
1591年（天正19年）に創建された。
代田村の鎮守であり、円乗院が別当寺であった。
当社の神宝は、石棒である。もともと村民の家にあったものを神社に奉納したものという。
拝殿前の鳥居は、1785年（天明5年）に奉納されたもので、世田谷区内で喜多見氷川神社の鳥居に次ぐ古さを有しており、区の有形文化財に指定されている。
また鳥居は1923年（大正12年）の関東大震災で傾き、その修理の際に正面を裏に向けてしまったと伝えられている。

## 交通アクセス
- 世田谷代田駅より徒歩4分。

## ギャラリー

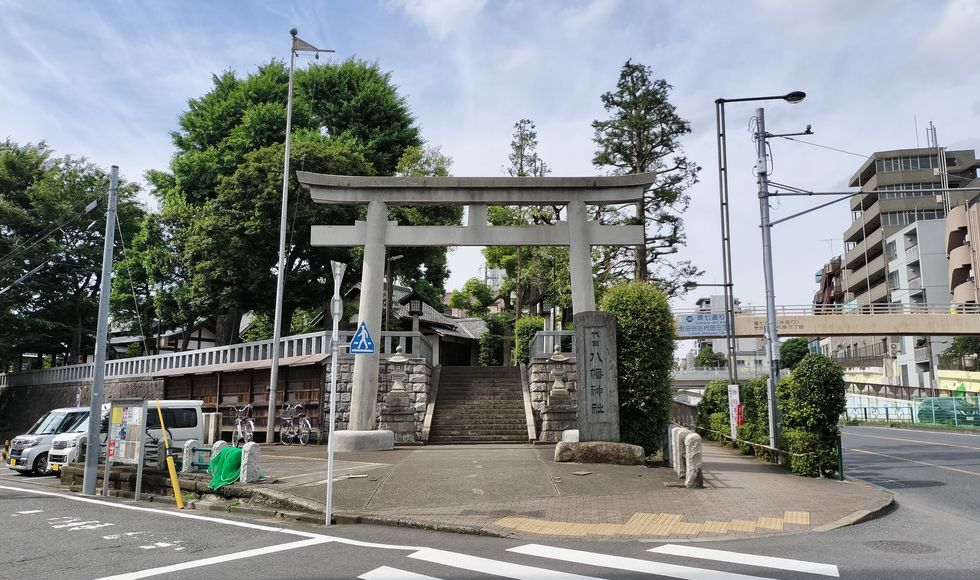
環七通り沿いにある
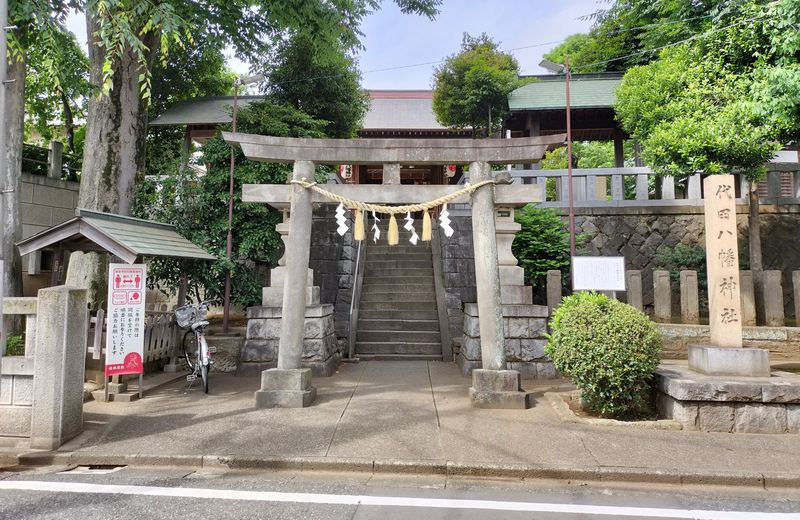
西側の鳥居
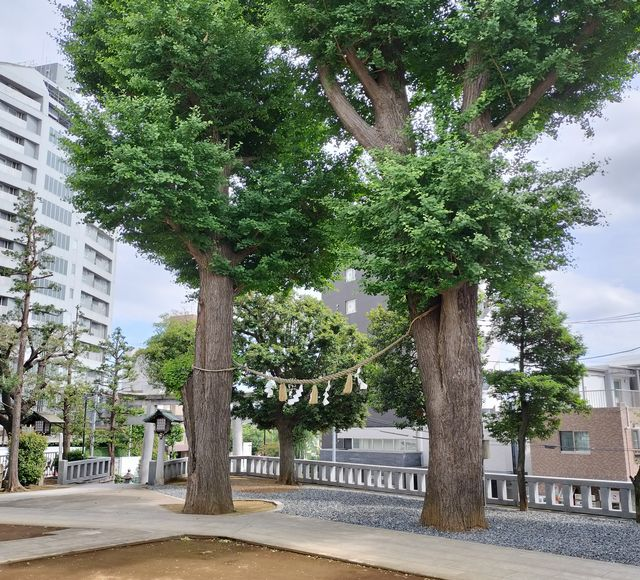
境内
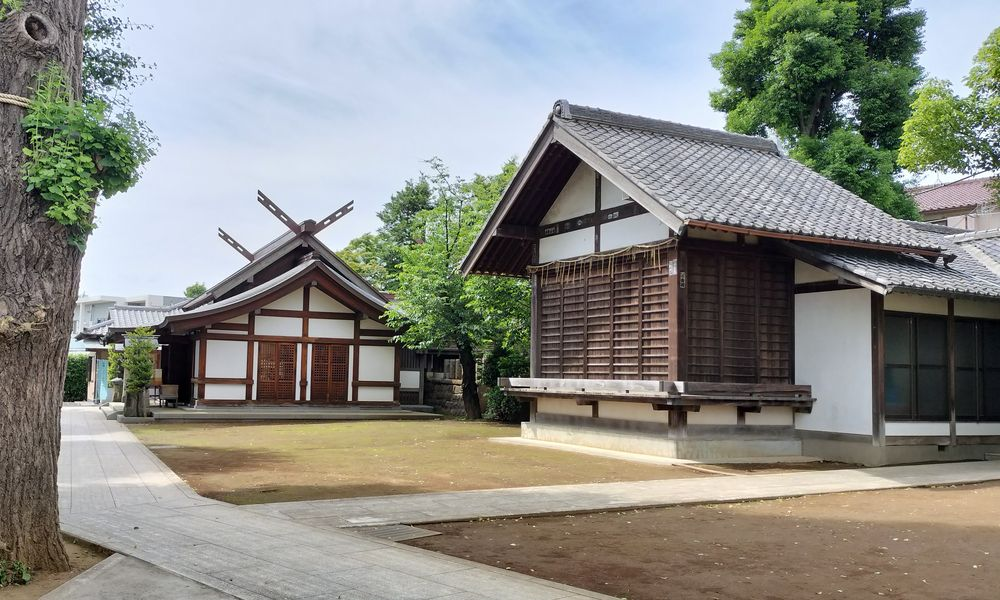
社殿
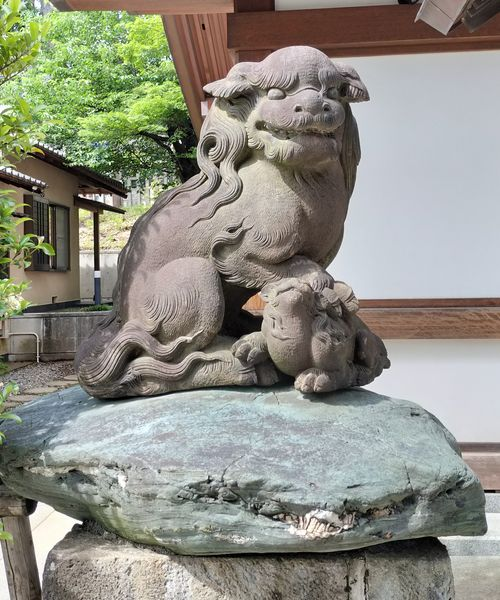
狛犬（左・吽形）
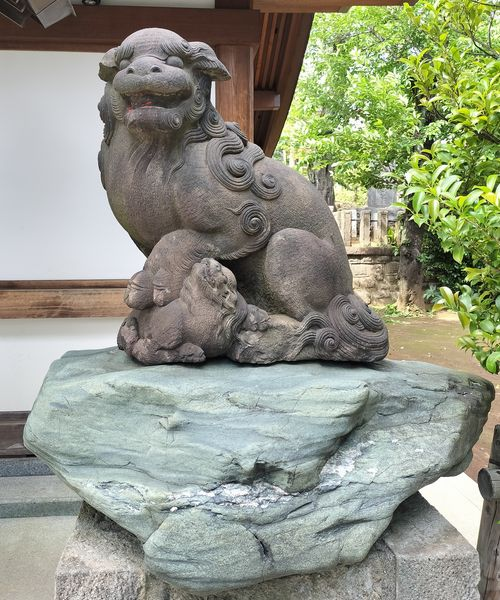
狛犬（右・阿形）

## 関連施設
- 宮前橋 - 旧北沢川にかかっていた橋。環七通り（東京都道318号環状七号線）の宮前橋交差点がある。
- 警視庁北沢警察署宮前橋交番